# 霍爾本高架橋發電廠
霍尔本高架桥發電廠（英語：Holborn Viaduct power station），原名爱迪生电灯站（Edison Electric Light Station），是世上首个商業運作的燃煤發電廠，位於英國伦敦霍本高架橋57号，由托马斯·爱迪生的爱迪生电灯公司負責建造，1882年1月12日投入运行，但由於亏损嚴重，最終于1886年9月关闭。